# Australian Space Agency
De ruimtevaartorganisatie Australian Space Agency, opgericht in 2018, is een overheidsdepartement van de Australische regering dat verantwoordelijk is voor de ontwikkeling van de commerciële ruimtevaartindustrie van Australië. Activiteiten daaromtrent van de organisatie zijn de coördinatie van binnenlandse activiteiten, het exploreren van opportuniteiten en het faciliteren van internationale ruimtevaartbetrekkingen met Australische belanghebbenden.

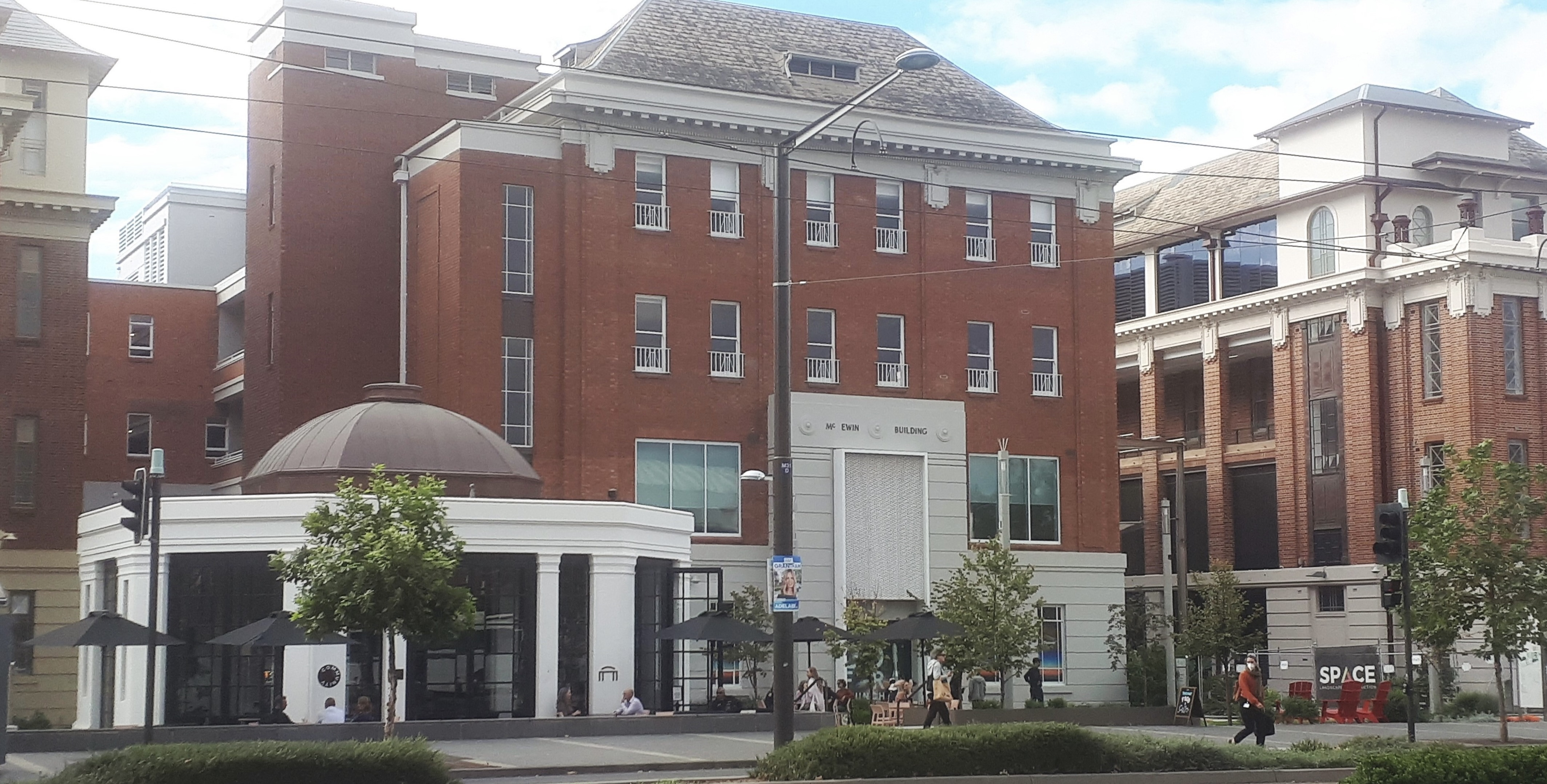
McEwin Building, het hoofdkantoor

Het hoofdkantoor, geopend in februari 2020, is gevestigd in Lot Fourteen in Adelaide, de hoofdstad van Zuid-Australië.
Het Australian Space Discovery Centre, waar ruimtevaarttechnologie wordt tentoongesteld en informatiesessies voor het publiek worden gehouden, bevindt zich op het terrein van het hoofdkantoor.